# Big Horn County, Montana
Big Horn County är ett administrativt område i delstaten Montana, USA. År 2000 hade countyt 12 998 invånare. Den administrativa huvudorten (county seat) är Hardin. 
Little Bighorn Battlefield nationalmonument ligger i countyt. 

## Geografi
Enligt United States Census Bureau så har countyt en total ar12 86512 989 km². 12 937 km² av den arean är land och 52 km² är vatten. 

### Angränsande countyn
- Carbon County, Montana - väst
- Yellowstone County, Montana - nordväst
- Treasure County, Montana - nord
- Rosebud County, Montana - nordost
- Powder River County, Montana - öst
- Sheridan County, Wyoming - syd
- Big Horn County, Wyoming - sydväst